# Gare de Corbeil-Essonnes
Gare de Corbeil-Essonnes vasútállomás és RER állomás Franciaországban, Corbeil-Essonnes településen.

## Vasútvonalak
Az állomást az alábbi vasútvonalak érintik:
- Villeneuve-Saint-Georges-Montargis-vasútvonal
- Grigny-Corbeil-Essonnes-vasútvonal
- Corbeil-Essonnes-Montereau-vasútvonal

## Kapcsolódó állomások
A vasútállomáshoz az alábbi állomások vannak a legközelebb:
- Gare d’Évry-Val-de-Seine (Gare de Creil, D RER-vonal)
- Gare d’Essonnes - Robinson (Gare de Melun, D RER-vonal)
- Gare de Moulin-Galant (Gare de Malesherbes, D RER-vonal)
- Gare du Bras de Fer - Évry - Génopole (Gare de Creil, D RER-vonal)

## Lásd még
- Franciaország vasútállomásainak listája
- A RER állomásainak listája